# 1458

## Родени
- Якоб Обрехт – фламандски композитор (п. 1505)